# 血と土

皇帝の鷲と、小麦と剣が添えられたハーケンクロイツに「血と土」と書かれた、ナチス・ドイツの食料農業省のロゴ

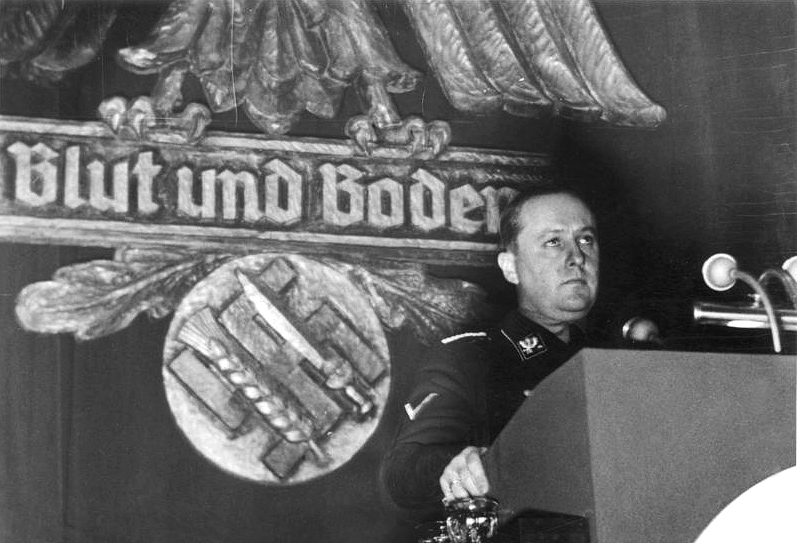
1937年12月13日、ゴスラーの農業コミュニティーの会議で、「血と土」と書かれたロゴの前で挨拶するリヒャルト・ヴァルター・ダレ

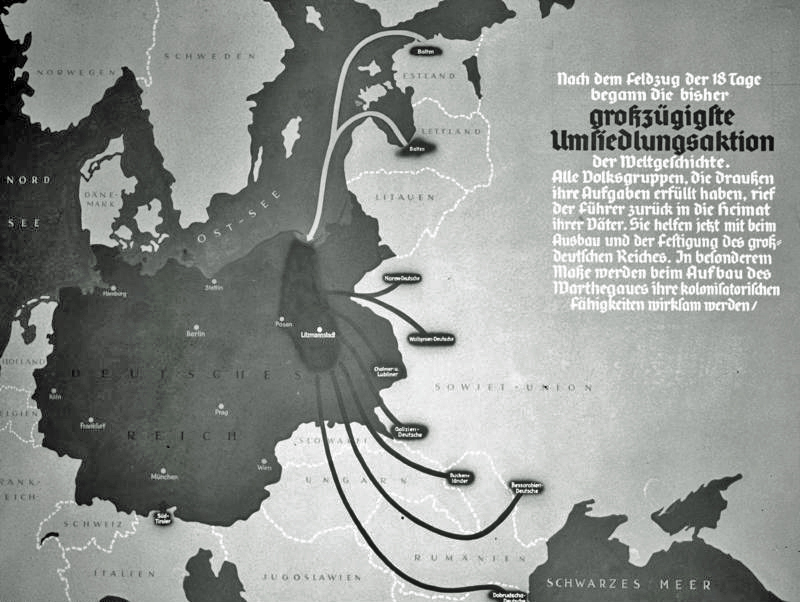
併合したポーランドへの初期のドイツの植民地。植民のスローガンは「ライヒへ帰郷せよ」(:de:Heim ins Reich)。

血と土（ちとつち、ドイツ語: Blut und Boden、英語: Blood and Soil）は、民族主義的なイデオロギーの1つで、文化的な継承を意味する民族の「血」と、祖国を意味する「土」の2つの要素に焦点を当てる。民衆と、彼らが住み耕す土地の関係を祝福し、地方の生活を美徳として高く評価する。

## 起源
「血と土」という標語自体はドイツ社会民主党のアウグスト・ヴィニヒが主張したのが始まりであり、人種差別主義やナショナル・ロマンティシズムを支持する部分があった。地方主義の文学が生み出され、いくつかの社会的批判を受けた。このロマンチックな執着は、ナチスの台頭以前に普及した。

## ナチスの使用
ナチス・ドイツの台頭と同時期に、リヒャルト・ヴァルター・ダレがこの用語を普及させた。1930年、彼は「血と土を基礎とした新しい貴族」(Neuadel aus Blut und Boden)と呼ばれる本を書いて、体系的な優生学政策を提案し、国家をむしばんでいる全ての問題への万能薬とて、血統を論じた。ダレは国家社会主義ドイツ労働者党（ナチス）の影響力のあるメンバーで、都市部以外のドイツ全体に党の支持を拡大する事に大きな貢献をした著名な人種理論家であった。ナチスは勢力の拡大に先立って、支持層を都市部から田舎にも転換する必要があった。
1933年のライヒ世襲農地法(de:Reichserbhofgesetz)は「血と土」の思想を採用し、その目的を以下のように記している。「農耕共同体を、ドイツ民衆の血の源として保全する」(Das Bauerntum als Blutquelle des deutschen Volkes erhalten)。選定された土地が、父から年長の子に継承された土地と宣言されて、抵当に入れたり譲渡する事はできず、ナチスが他の農民と差別化するためにそこの農民のみが「農場の農民」(Bauen)と呼ばれた。農村は歩兵の供給元であり、産業都市の「民族のカオス」とは異なりドイツ民族共同体(de:Volksgemeinschaft)ともみなされていた。
カール・シュミットは、抽象的な全世界の中で民族への忠誠心が真に求められるために、民衆は彼らの「血と土」に対して適切に法を開発すべき、と主張した。

## 影響
独立スロバキアのヴォイテフ・トゥカ首相は「血と土」に共感した。
1943年に日本の厚生省が作成した「大和民族を中核とする世界政策の検討」は、ナチスの国家社会主義の用語や概念からの引用や影響が多数見られる。